# Велика метеорна процесія 1913 року
Велика метеорна процесія — явище яке спостерігали 9 лютого 1913 року у небі над Канадою, США та Бермудськими островами. Люди бачили рух декількох груп метеорів, які слідували одна за одною.
Точно невідомо, що було джерелом метеорів, однак канадський астроном Кларенс Чант (Clarence Chant) припустив, що процесія була результатом руйнації в атмосфері невеликого тимчасового супутника Землі.
Про це метеорне явище повідомлялося з місць по всій Канаді, північному сході США та Бермудських островів, а також із багатьох кораблів у морі, у тому числі восьми біля узбережжя Бразилії, що дає загальну зареєстровану довжину шляху понад 11 000 км.